# Heinrich Bottermann
Heinrich Bottermann (* 24. Oktober 1955 in Neukirchen-Vluyn) ist ein deutscher Veterinärmediziner und Ministerialbeamter (CDU). Vom Juni 2017 bis Juni 2022 war er Staatssekretär im Ministerium für Umwelt, Landwirtschaft, Natur- und Verbraucherschutz des Landes Nordrhein-Westfalen.

## Leben
Nach seinem Abitur im Jahr 1975 begann Bottermann ein Studium der Veterinärmedizin, welches er von 1976 bis 1981 an der Justus-Liebig-Universität Gießen absolvierte. 1983 wurde er an der Stiftung Tierärztliche Hochschule Hannover zum Dr. med. vet. promoviert. Er war von 1985 bis 1990 beamteter Tierarzt im Kreis Borken, ehe er Referatsleiter beim Gesundheitssenator der Freien Hansestadt Bremen wurde. 1993 wechselte er als Referatsleiter in das Bundesministerium für Gesundheit, 1995 wurde er Referatsleiter für Tierschutz und Tierarzneimittel im Ministerium für Umwelt und Naturschutz, Landwirtschaft und Verbraucherschutz des Landes Nordrhein-Westfalen. Dort war er bis 2007 tätig, von 2003 und 2006 übte er zusätzlich die Funktionen des Leiters des Landesamtes für Ernährungswirtschaft und Jagd Nordrhein-Westfalen und des stellvertretenden Abteilungsleiters für Landwirtschaft in seinem Ministerium aus. Im Jahr 2007 wurde Bottermann Präsident des Landesamtes für Natur, Umwelt und Verbraucherschutz Nordrhein-Westfalen und hatte diesen Posten bis zu seiner Berufung zum Generalsekretär der Deutschen Bundesstiftung Umwelt in Osnabrück (2013) aus.
Vom 30. Juni 2017 bis zum 29. Juni 2022 amtierte Heinrich Bottermann als Staatssekretär im Ministerium für Umwelt, Landwirtschaft, Natur- und Verbraucherschutz des Landes Nordrhein-Westfalen.

## Schriften
- Bestimmung von Leukozytenaktivitäten im Blut von Stuten in Relation zum Progesteronspiegel, zur Frühträchtigkeit und zu bestimmten klinisch-chemischen Parametern (Dissertation), Hannover, 1983.